# エムバイェ・ディアニェ
- ムバイエ・ディアニェ
- エンバイェ・ディアーニュ

エンバイェ・ディアニェ（Mbaye Diagne, 1991年10月28日 - ）はセネガル・ダカール出身のサッカー選手。ポジションはFW。

## 経歴
2013年7月にユヴェントスFCと契約を結んだ。9月13日にACアジャクシオに期限付き移籍。その後はベルギーやサウジアラビアのクラブにローン移籍した。
2016年2月6日、CSLの天津泰達足球倶楽部に2年契約で移籍した。
2018年1月17日、カスムパシャSKに移籍した。
2019年1月31日、ガラタサライSKに1000万ユーロで移籍した。
2019年9月2日、クラブ・ブルッヘに1年間のレンタル移籍。
2021年1月29日、ウェスト・ブロムウィッチ・アルビオンFCにシーズン終了までのレンタル移籍で加入。
2022年7月19日、ファティ・カラギュムリュクSKへ完全移籍。
2023年7月13日、イェロ・リーグ（サウジアラビア2部）のアル・カーディシーヤFCに移籍。2023-24シーズンのイェロ・リーグで32試合に出場し26ゴールを挙げて得点王に輝くとともにチームをリーグ優勝およびサウジ・プロ・リーグ昇格に導いた。
2024年7月16日、イェロ・リーグに昇格したネオムSCに移籍。2024-25シーズンのイェロ・リーグ優勝および1年でのプロ・リーグ昇格に貢献した。2025年7月6日、ネオムSCを退団。

## タイトル

### クラブ
アル・シャバブ
- サウジ・スーパーカップ: 2014

ガラタサライ
- スュペル・リグ：2018-19
- テュルキエ・クパス: 2018-19

クラブ・ブルッヘ
- ジュピラー・プロ・リーグ：2019-20

アル・カーディシーヤFC
- イェロ・リーグ：2023-24

ネオムSC
- イェロ・リーグ：2024-25